# Cecidostiba fungosa
Cecidostiba fungosa is een vliesvleugelig insect uit de familie Pteromalidae. De wetenschappelijke naam is voor het eerst geldig gepubliceerd in 1785 door Geoffroy.